# 赤羽台団地
赤羽台団地（あかばねだいだんち）は、東京都北区赤羽台にかつて存在した日本住宅公団が整備した公団住宅である。老朽化が進んだため、順次「ヌーヴェル赤羽台」への建て替えられた。

## 概要
赤羽駅西口から徒歩10分の高台であるこの地には、戦前、旧日本陸軍の被服本廠があり、戦後は接収され米軍東京兵器補給廠第3地区となっていた。1958年（昭和33年）に接収が解除され、発足3年目の公団に払い下げられ、23区内では初めての3,373戸と大規模・高密度である公団住宅の整備が計画された。計画に際しては、国や都から将来の東京のモデルとなる団地空間形成が要請され、また当時、公団は5年限りの時限組織とする話もあり、5年目を間近に控え、集大成として新しい都市型団地をつくるのだという意気込みに満ちていた。
配置計画は、軍用地時代に重車両が行き来していた堅牢な既存道路の踏襲と、駅から北側の都営桐ケ丘団地につながる団地内貫通道路の地下化が大きな条件であった。これによって団地のブロックが決まり、住棟は南向きでなくなり45度西に振れた配置となった。そこで、平行配置を主体としながら、ところどころに直交住棟を配置することで、アイストップとして空間のまとまりをつくり出し、駅側の不整形地にはポイントハウス（スターハウス）を並べ、駅から赤羽台団地を印象づける景観をつくり出した。団地の中央北側には、モデルとして大きな囲みを持った住棟が置かれ、足元には商店街や集会所を設置。中学校は北側に1つ、2つの小学校は団地の東西に配置され、郵便局や消防署もあった。
1962年（昭和37年）から入居が開始されるが、公団によって入居前には火災実験も行われた。
住棟の老朽化が進んだため、2000年（平成12年）以降、順次「ヌーヴェル赤羽台」への建て替えが行われ、2018年（平成30年）10月末をもって従前入居者の戻り入居が完了している。

## 住戸プラン
都市型団地ということで、多様な居住者を想定したさまざまプランがつくられた。これは都市型モデルの開発が試行された結果で、それまでの団地で想定されていた核家族ではなく、都市に住まう独身から大家族まで対応するように、標準設計にとらわれず1Kから4DKまで大小さまざまなプランが設けられ、専用庭を持つものや将来の規模拡大を想定して3戸を2戸に改造可能なものもあった。なお、千葉県佐倉市にある国立歴史民俗博物館の第六展示室「現代」では赤羽台団地のダイニングキッチンが再現展示されている。

## 登録有形文化財に登録
2018年、日本建築学会よりURが「赤羽台団地の既存住棟の保存活用に関する要望書」を受領し、赤羽台団地の団地設計や該当住棟の歴史的価値を再認識するに至り、板状住棟（41号棟）とスターハウス（42～44号棟）の4棟は保存活用されることになり、翌年12月5日、4棟は団地では初めて国の登録有形文化財に登録された（登録名称は「旧赤羽台団地41〜44号棟」）。登録を機にURでは、保存住棟に一部新築を加えて、「都市の暮らしの歴史を学び、未来を志向する情報発信施設」をこの地に整備する予定（令和4年度開館予定）である。

## 交通
- 赤羽駅（埼京線）から徒歩約10分

## 赤羽台団地が登場する作品
- 映画『団地七つの大罪』- 1964年、東宝、監督：千葉泰樹・筧正典。全編にわたり赤羽台団地が舞台となっている。
- エレファントカシマシ「桜の花、舞い上がる道を」- リーダーの宮本浩次が赤羽台団地で少年時代を過ごした[9]ことから、同楽曲のMVは団地内で撮影された。
  - またその縁で、団地の最寄り駅である赤羽駅の発車メロディに、2018年からエレファントカシマシの楽曲が採用された[10][11]。